# 大和工業
大和工業株式会社（やまとこうぎょう、英: Yamato Kogyo Co., Ltd.）は、ヤマトスチール株式会社や大和軌道製造株式会社などを傘下に置く日本の持株会社であり、そのグループの中核企業。

## 概要
1944年に川西航空機の協力工場として設立された。第二次世界大戦の終戦を機に鉄道向け軌道用品の製作・修理に事業転換。そして1956年に電気炉を完成させ操業を開始した。
以後は独立系の電気炉メーカーとして鉄鋼製品の製造・販売を行う。2003年には鉄鋼事業と重工加工品事業をヤマトスチールとして分社化し、単体としては大和工業グループ（大和グループ）をまとめる持株会社となる。日本国内だけでなく米国に子会社及び持分法適用会社を、タイと韓国に子会社を持つ。ベトナム、バーレーン、サウジアラビアにも合弁会社がある。
日本の企業ではあるが、タイと韓国の事業規模は国内の事業規模とほぼ同規模であり、子会社と持分法適用会社を含めた米国での事業規模は、国内の事業規模よりも遙かに大きい。米国の関連会社からは、持分法による投資損益という形で営業外損益を計上するため、経常利益は営業利益と乖離することが多い。

## 沿革
- 1944年11月8日 - 川西航空機の姫路地区協力工場として設立。
- 1945年8月 - 国鉄・私鉄向けに軌道用品の制作・修理事業を開始。
- 1956年7月 - 電炉の操業を開始。
- 1961年10月 - 東証・大証の第二部に株式上場。
- 1962年
  - 3月 - 大和商事株式会社を設立。
  - 9月 - 東証・大証の第一部に指定。
- 1969年11月 - 重機械加工部門（後の重工部門）を設立。
- 1985年4月 - ヤマトエステート株式会社を設立。
- 1987年
  - 1月 - アメリカにヤマトホールディングコーポレーションを設立。
  - 2月 - 米ニューコア社と合弁で、ニューコア・ヤマト・スチールカンパニーを設立。
- 1989年
  - 6月 - アメリカにヤマトコウギョウ[注 2]コーポレーションを設立。
  - 9月 - 住友商事との合弁で、アメリカにアーカンソー・スチール・アソシエイツ・リミテッド・ライアビリティ・カンパニーを設立。
- 1992年 - 住友商事・三井物産・タイ国三井物産・ザ サイアム セメント社との合弁で、タイにサイアム・ヤマト・スチールカンパニーリミテッドを設立。
- 2002年
  - 3月 - アメリカにヤマトコウギョウアメリカ・インクを設立。
  - 4月 - 軌道用品部門を分社し、大和軌道製造株式会社を設立。
  - 11月 - 韓国にヤマト・コリア・スチールコーポレーションを設立。

- 2003年
  - 3月 - 北斗通信株式会社の株式を取得。
  - 10月1日 - 鉄鋼部門と重工部門を統合・分社化し、ヤマトスチール株式会社を設立。
- 2005年7月 - ヤマト・コリア・スチールコーポレーションの商号をワイケー・スチールコーポレーションに変更。
- 2008年5月 - アドバンスト・スチール・リカバリーLLCの持分を取得。
- 2009年2月 - バーレーンにフーラス社と合弁でユナイテッド・スチールカンパニー（スルブ）BSC（c）（現・スルブカンパニー BSC(c)）を設立。
- 2011年6月 - サウジアラビアにフーラス社と合弁でユナイテッド・スルブカンパニー（サウジスルブ）LLCを設立。
- 2020年3月 - ベトナムのポスコ・エスエス・ビナ・ジョイントストックカンパニー（現・ポスコ・ヤマト・ビナ・スチールジョイントストックカンパニー）の株式を取得。
- 2024年5月 - インドネシアにPT Garuda Yamato Steelを設立。

## グループ企業
| 国             | 会社                                                                                  | 事業内容                       | 大和工業の持株比率 （間接含む） |
| -------------- | ------------------------------------------------------------------------------------- | ------------------------------ | ------------------------------- |
| 日本           | ヤマトスチール株式会社                                                                | 鉄鋼製品の製造・販売           | 100%                            |
| 日本           | 大和軌道製造株式会社                                                                  | 軌道用品の製造・販売           | 100%                            |
| 日本           | 大和商事株式会社                                                                      | 医療廃棄物処理・運送など       | 64.94%                          |
| 日本           | 姫路鉄鋼リファイン株式会社                                                            | 産業廃棄物の中間処理           | 50.00%                          |
| 日本           | 株式会社吉美                                                                          | 車輌の解体・整備や港湾運送     | 32.53%                          |
| アメリカ合衆国 | ヤマトコウギョウアメリカ・インク                                                      | アメリカ事業の統括             | 100%                            |
| アメリカ合衆国 | ヤマトコウギョウ（ユー・エス・エー） コーポレーション                                 | 合弁会社への投資               | 100%                            |
| アメリカ合衆国 | ヤマトホールディングコーポレーション                                                  | 合弁会社への投資               | 100%                            |
| アメリカ合衆国 | ニューコア・ヤマト・スチールカンパニー                                                | 鉄鋼製品の製造・販売           | 49.00%                          |
| アメリカ合衆国 | アーカンソー・スチール・アソシエイツ・ リミテッド・ライアビリティ・カンパニー         | 鉄鋼製品・軌道用品の製造・販売 | 50.00%                          |
| 韓国           | ワイケー・スチールコーポレーション                                                    | 鉄鋼の製造・販売               | 100%                            |
| タイ           | サイアム・ヤマト・ スチールカンパニーリミテッド                                       | 鉄鋼の製造・販売               | 64.18%                          |
| ベトナム       | ポスコ・ヤマト・ビナ・スチール ジョイントストックカンパニー                           | 鉄鋼製品の製造・販売           | 49.00%                          |
| バーレーン     | スルブカンパニー BSC(c)                                                               | 鉄鋼製品の製造・販売           | 49.00%                          |
| バーレーン     | ユナイテッド・スチールカンパニー （スルブ）Bahrain Venture Co.W.L.L.                  | 合弁会社への投資               | 49.00%                          |
| サウジアラビア | ユナイテッド・スルブカンパニー （サウジスルブ）リミテッド・ライアビリティ・カンパニー | 鉄鋼製品の製造・販売           | 49.00%                          |

## 主な製品
| 会社           | 営業品目     | 営業品目     | 営業品目                 | 営業品目               | 営業品目               |
| -------------- | ------------ | ------------ | ------------------------ | ---------------------- | ---------------------- |
| ヤマトスチール | H形鋼        | 圧延形鋼     | 鋳鋼品                   | 重工品                 | H形鋼継加工            |
| ヤマトスチール | 造船用形鋼   | 造船用形鋼   | 造船用形鋼               | エレベータガイドレール | エレベータガイドレール |
| 大和軌道製造   | 普通分岐器   | 特殊分岐器   | 伸縮継目                 | 接着絶縁レール         | NEWクロッシング        |
| 大和軌道製造   | 中継レール   | ラックレール | エレベーターガイドレール | 脱線防止ガード         | LRT用分岐器            |
| 大和軌道製造   | タイプレート | 継目板       | スクリュースパイキ       | 鉄道用ボルト           | ポイントガード         |
| 大和軌道製造   | 無給油床板   | 移動防止装置 | 分岐器開通方向表示機     | H形スチールまくらぎ    | 座金                   |

## 広報・CM
2018年より、姫路市本拠地のプロ女子バレーボールチーム「ヴィクトリーナ姫路」とトップスポンサー契約を締結。
2019年より、関西エリアの番組提供を中心にTVCMを30秒放送中。
2021年より、阪神甲子園球場の一塁側スタンドに看板広告を掲出開始。
2021年4月に、グループ会社の大和軌道製造株式会社が新設した倉庫壁面に、ミッションに掲げる「鉄で未来を 未来の鉄を」をテーマとした横幅50メートル・縦幅4メートルの巨大ウォールアート(イラストレーター 引野裕詞 デザイン)を設置。

### 現在
- ネプリーグ(関西テレビ、毎週月曜日、2021年)
- サンテレビボックス席(サンテレビジョン 阪神タイガース戦ナイター、2020年〜)